# Fokányi László
Fokányi László (Nagykároly, 1874. május 8. – Budapest, 1940. június 3.) állatorvos, egyetemi tanár, állategészségügyi szakember.

## Életpályája
Gimnáziumi tanulmányait szülővárosában, a piarista gimnáziumban végezte el. 1890–1894 között a budapesti Magyar királyi Állatorvosi Akadémia hallgatója volt; állatorvosi diplomát szerzett. 1894–1896 között tanársegéd volt az Állatorvosi Akadémia Belgyógyászati Tanszékén. 1896-ban állatorvosi tiszti vizsgát tett. 1896–1897 között egyéves önkéntes katonai szolgálatot teljesített. 1897-ben körállatorvos volt Bácsban, majd 1897–1898 között Szabadka város állatorvosa volt. 1898–1907 között Budapesten a Földművelésügyi Minisztérium Állategészségügyi Főosztályának előadója, 1907–1913 között állategészségügyi felügyelője, 1913–1919 között főfelügyelője volt. 1911-től megbízással, majd 1912–1919 között véglegesítve az Állatorvosi Főiskolán az állatorvosi közigazgatás és az állategészségügyi rendészet előadó tanára, 1919–1933 között nyilvános rendkívüli tanára volt. 1934-ben állategészségügyi főtanácsos volt.
1924-ben az állatorvosi szakoktatás és az állategészségügyi igazgatás terén kifejtett kiváló tevékenysége elismeréséül az „Állatorvosi tudományok tiszteletbeli doktora” címmel tüntették ki.
Az első világháborúban 1914 és 1916 között katonai szolgálatot teljesített, előbb a lóavató bizottság keretén belül, majd a mozgókórházaknál a lóállomány ellenőrzésében vett részt, ezután az orosz frontra rendelték. 1916-ban felmentették a katonai szolgálat alól.
Állategészségügyi közigazgatással foglalkozott, fontos szerepet játszott az új állategészségügyi törvény megalkotásában. Nevéhez fűződik a sertéspestis, az orbánc, a lépfene, a szarvasmarha-gümőkór és a takonykór elleni védekezés megszervezése, a sertéspestis elleni kötelező védőoltás hazai bevezetése. Szabályozta az oltóanyagok magyarországi termelését és forgalomba hozatalát.
Sírja a Fiumei úti sírkertben található (35-8-5). Sírja jeltelenné vált. 2011-ben a Nemzeti Örökség Intézete fekete márványlapot, majd 2017-ben szürke síremléket helyezett el Fokányi régi sírhelyén, amely mellé az Állatorvostudományi Egyetem két tiszafát ültetett.

## Díjai
- az osztrák császári Ferenc József-rend lovagkeresztje (1910)
- a Hadikereszt Polgári Érdemekért II. osztályú fokozata (1917)
- az osztrák császári Vaskoronarend III. osztályú fokozata (1918)

## Publikációi
Az állategészségügyi igazgatás és az állatorvosi közügy témájában tájékoztató és részben hivatalos kiadványokat jelentetett meg. 1907 óta belső munkatársa volt az Állatorvosi Lapoknak, ahol számos közleményt tett közzé. Ugyanígy a Köztelekbe és más gazdasági lapokba, a Néplapba, a Hangyába és egyéb napilapokba is gyakran írt. Mint az Országos .Állategészségügyi Tanács jegyzője, 1907 óta szerkesztette a Tanács évi jelentéseit.
Nagyobb munkái:
- Útmutató a vasúti állatorvos-szakértők részére. 1. kiadás, Budapest, 1900.; Útmutató az állatok és állati nyerstermények vasúti szállításához. 2. kiadás, Budapest, 1901.; Ugyanez 3. kiadás, Budapest, 1908
- Állategészségügyi rendeletek (Dr. Koós Mihály segédtitkárral), Budapest, 1902.; Állategészségügyi rendeletek, I. pótfüzet, Budapest, 1903
- Állategészségügyi törvények, rendeletek és elvi határozatok I. és II. kötet, Budapest, 1905.; Állategészségügyi törvények, rendeletek és elvi határozatok, III. kötet, Budapest, 1909
- Húsvizsgálók törvénykönyve, 1. kiadás, Budapest, 1911.; Ugyanez, 2. kiadás, Budapest, 1933
- Állategészségügyi törvények, rendeletek és elvi határozatok, I–III. kötet, Budapest, 1912.; Ugyanez IV. kötet, Budapest, 1920
- Állategészségügyi rendeletek és elvi határozatok, I–II. kötet, Budapest, 1927
- Marhalevél-kezelők Törzskönyve, 1933
- Állategészségügyi törvények és rendeletek, Budapest, 1934